# Campionati del mondo di atletica leggera 2023 - Decathlon
La specialità del decathlon dei campionati del mondo di atletica leggera 2023 si è svolta il 25 e 26 agosto 2023 al Centro nazionale di atletica leggera di Budapest, in Ungheria.

## Podio
| Pos.    | Atleta        | Nazionalità | Punti    |
| ------- | ------------- | ----------- | -------- |
| Oro     | Pierce LePage | Canada      | 8 909 Pt |
| Argento | Damian Warner | Canada      | 8 804 Pt |
| Bronzo  | Lindon Victor | Grenada     | 8 756 Pt |

## Situazione pre-gara

### Record
Prima di questa competizione, il record del mondo (RM) e il record dei campionati (RC) erano i seguenti.
| Record                | Prestazione | Atleta                   | Data                               | Competizione  |
| --------------------- | ----------- | ------------------------ | ---------------------------------- | ------------- |
| Record mondiale       | 9 126 Pt    | Kévin Mayer Francia      | 16 settembre 2018 Talence, Francia |               |
| Record dei campionati | 9 045 Pt    | Ashton Eaton Stati Uniti | 29 agosto 2015 Pechino, Cina       | Mondiali 2015 |

### Campioni in carica
I campioni in carica, a livello mondiale e olimpico, erano:
| Campione | Atleta               | Prestazione | Data                                         | Competizione         |
| -------- | -------------------- | ----------- | -------------------------------------------- | -------------------- |
| Olimpico | Damian Warner Canada | 9 018 Pt    | 5 agosto 2021 Tokyo, Giappone                | Giochi olimpici 2021 |
| Mondiale | Kévin Mayer Francia  | 8 816 Pt    | 24 luglio 2022 Eugene, Stati Uniti d'America | Mondiali 2022        |

## Risultati

### 100 metri piani
La prova dei 100 metri piani è iniziata il 25 agosto 2023 alle ore 10:05.
| Gruppo      | 1     | 2     | 3     |
| ----------- | ----- | ----- | ----- |
| Orario      | 10:05 | 10:12 | 10:19 |
| Vento (m/s) | -0.1  | +0.1  | -0.3  |

| Pos. | Gruppo | Nome                  | Nazione     | Tempo | Punti | Note                                     |
| ---- | ------ | --------------------- | ----------- | ----- | ----- | ---------------------------------------- |
| 1    | 3      | Damian Warner         | Canada      | 10.32 | 1018  |                                          |
| 2    | 3      | Ayden Owens-Delerme   | Porto Rico  | 10.43 | 992   |                                          |
| 3    | 3      | Manuel Eitel          | Germania    | 10.44 | 989   |                                          |
| 4    | 3      | Pierce LePage         | Canada      | 10.45 | 987   |                                          |
| 5    | 3      | Zachery Ziemek        | Stati Uniti | 10.58 | 956   | Miglior prestazione personale stagionale |
| 6    | 3      | Kyle Garland          | Stati Uniti | 10.59 | 954   |                                          |
| 7    | 3      | Lindon Victor         | Grenada     | 10.60 | 952   | Miglior prestazione personale stagionale |
| 8    | 3      | Ashley Moloney        | Australia   | 10.60 | 952   |                                          |
| 9    | 2      | Rik Taam              | Paesi Bassi | 10.64 | 942   | Miglior prestazione personale stagionale |
| 10   | 1      | Leo Neugebauer        | Germania    | 10.69 | 931   |                                          |
| 11   | 2      | Johannes Erm          | Estonia     | 10.69 | 931   | Miglior prestazione personale            |
| 12   | 2      | Harrison Williams     | Stati Uniti | 10.74 | 919   |                                          |
| 13   | 2      | José Ferreira Santana | Brasile     | 10.77 | 912   |                                          |
| 14   | 1      | Kévin Mayer           | Francia     | 10.79 | 908   |                                          |
| 15   | 2      | Cedric Dubler         | Australia   | 10.82 | 901   |                                          |
| 16   | 2      | Karel Tilga           | Estonia     | 10.84 | 897   | Miglior prestazione personale            |
| 17   | 2      | Markus Rooth          | Norvegia    | 10.84 | 897   |                                          |
| 18   | 1      | Sander Skotheim       | Norvegia    | 10.89 | 885   |                                          |
| 19   | 2      | Yuma Maruyama         | Giappone    | 10.90 | 883   | Miglior prestazione personale stagionale |
| 20   | 1      | Janek Õiglane         | Estonia     | 10.94 | 874   | Miglior prestazione personale stagionale |
| 21   | 1      | Larbi Bourrada        | Algeria     | 11.01 | 858   | Miglior prestazione personale stagionale |
| 22   | 1      | Daniel Golubovic      | Australia   | 11.10 | 838   |                                          |
| 23   | 1      | Niklas Kaul           | Germania    | 11.20 | 817   | Miglior prestazione personale stagionale |
| 24   | 1      | Marcus Nilsson        | Svezia      | 11.43 | 677   |                                          |

### Salto in lungo
La prova del salto in lungo è iniziata il 25 agosto 2023 alle ore 11:00.
| Pos. | Gruppo | Nome                  | Nazione     | Round | Round | Round | Risultato | Punti | Note                                     | Totale | Totale |
| Pos. | Gruppo | Nome                  | Nazione     | 1     | 2     | 3     | Risultato | Punti | Note                                     | Pt     | Pos.   |
| ---- | ------ | --------------------- | ----------- | ----- | ----- | ----- | --------- | ----- | ---------------------------------------- | ------ | ------ |
| 1    | A      | Leo Neugebauer        | Germania    | 7.83  | x     | 8.00  | 8.00      | 1061  | Miglior prestazione personale            | 1992   | 2      |
| 2    | A      | Sander Skotheim       | Norvegia    | 7.80  | x     | x     | 7.80      | 1010  | Miglior prestazione personale            | 1895   | 9      |
| 3    | A      | Damian Warner         | Canada      | 7.62  | x     | 7.77  | 7.77      | 1002  | Miglior prestazione personale stagionale | 2020   | 1      |
| 4    | A      | Johannes Erm          | Estonia     | 7.61  | 7.72  | 7.60  | 7.72      | 990   | Miglior prestazione personale stagionale | 1921   | 6      |
| 5    | A      | Ayden Owens-Delerme   | Porto Rico  | 7.45  | 7.44  | 7.72  | 7.72      | 990   |                                          | 1982   | 3      |
| 6    | B      | Markus Rooth          | Norvegia    | 7.53  | 7.62  | 7.55  | 7.62      | 965   | Miglior prestazione personale            | 1862   | 10     |
| 7    | A      | Zachery Ziemek        | Stati Uniti | 7.50  | 7.48  | 7.62  | 7.62      | 965   | Miglior prestazione personale stagionale | 1921   | 5      |
| 8    | A      | Pierce LePage         | Canada      | 7.53  | 7.43  | 7.59  | 7.59      | 957   |                                          | 1944   | 4      |
| 9    | A      | Karel Tilga           | Estonia     | x     | 7.58  | 7.41  | 7.58      | 955   |                                          | 1852   | 11     |
| 10   | B      | Lindon Victor         | Grenada     | 7.12  | 7.55  | 7.40  | 7.55      | 947   | Miglior prestazione personale stagionale | 1899   | 8      |
| 11   | A      | Kyle Garland          | Stati Uniti | 7.48  | x     | 7.54  | 7.54      | 945   |                                          | 1899   | 7      |
| 12   | A      | Harrison Williams     | Stati Uniti | 6.98  | 7.49  | 7.17  | 7.49      | 932   |                                          | 1851   | 12     |
| 13   | B      | Janek Õiglane         | Estonia     | 7.26  | 7.47  | x     | 7.47      | 927   | Miglior prestazione personale            | 1801   | 15     |
| 14   | A      | Cedric Dubler         | Australia   | 7.40  | -     | -     | 7.40      | 910   |                                          | 1811   | 14     |
| 15   | B      | Kévin Mayer           | Francia     | 7.14  | x     | 7.25  | 7.25      | 874   |                                          | 1782   | 17     |
| 16   | B      | Niklas Kaul           | Germania    | 7.16  | 7.01  | 5.34  | 7.16      | 852   |                                          | 1669   | 23     |
| 17   | B      | Manuel Eitel          | Germania    | 7.03  | 7.14  | 7.10  | 7.14      | 847   |                                          | 1836   | 13     |
| 18   | B      | Rik Taam              | Paesi Bassi | x     | 7.11  | x     | 7.11      | 840   |                                          | 1782   | 16     |
| 19   | B      | Larbi Bourrada        | Algeria     | 6.85  | 7.09  | 6.99  | 7.09      | 835   |                                          | 1693   | 21     |
| 20   | B      | Daniel Golubovic      | Australia   | x     | 7.09  | x     | 7.09      | 835   |                                          | 1673   | 22     |
| 21   | B      | Yuma Maruyama         | Giappone    | 6.91  | x     | 7.00  | 7.00      | 814   |                                          | 1697   | 20     |
| 22   | B      | Marcus Nilsson        | Svezia      | x     | x     | 7.00  | 7.00      | 814   | Miglior prestazione personale stagionale | 1581   | 24     |
| 23   | A      | Ashley Moloney        | Australia   | 6.91  | x     | 6.98  | 6.98      | 809   |                                          | 1761   | 18     |
| 24   | B      | José Ferreira Santana | Brasile     | 6.92  | 6.80  | 6.92  | 6.92      | 695   |                                          | 1707   | 19     |

### Getto del peso
La prova del getto del peso è iniziata il 25 agosto 2023 alle ore 12:20.
| Pos. | Gruppo | Nome                  | Nazione     | Round | Round | Round | Risultato | Pt  | Note                                     | Totale | Totale |
| Pos. | Gruppo | Nome                  | Nazione     | 1     | 2     | 3     | Risultato | Pt  | Note                                     | Pt     | Pos.   |
| ---- | ------ | --------------------- | ----------- | ----- | ----- | ----- | --------- | --- | ---------------------------------------- | ------ | ------ |
| 1    | A      | Leo Neugebauer        | Germania    | 17.04 | x     | -     | 17.04     | 916 | Miglior prestazione personale            | 2908   | 1      |
| 2    | A      | Lindon Victor         | Grenada     | 15.61 | x     | 15.94 | 15.94     | 848 |                                          | 2747   | 4      |
| 3    | A      | Pierce LePage         | Canada      | 15.75 | 15.81 | x     | 15.81     | 840 |                                          | 2784   | 3      |
| 4    | A      | Karel Tilga           | Estonia     | 15.75 | x     | x     | 15.75     | 836 |                                          | 2688   | 8      |
| 5    | A      | Zachery Ziemek        | Stati Uniti | 13.96 | 14.90 | 15.39 | 15.39     | 814 |                                          | 2735   | 5      |
| 6    | B      | Johannes Erm          | Estonia     | 15.04 | 15.38 | 15.31 | 15.38     | 813 | Miglior prestazione personale            | 2734   | 6      |
| 7    | A      | Harrison Williams     | Stati Uniti | 14.61 | 15.28 | 15.03 | 15.28     | 807 |                                          | 2658   | 9      |
| 8    | B      | Daniel Golubovic      | Australia   | 15.14 | 14.79 | 14.51 | 15.14     | 798 | Miglior prestazione personale stagionale | 2471   | 17     |
| 9    | B      | Janek Õiglane         | Estonia     | 15.08 | x     | x     | 15.08     | 795 | Miglior prestazione personale stagionale | 2596   | 12     |
| 10   | B      | Damian Warner         | Canada      | 15.03 | x     | x     | 15.03     | 792 | Miglior prestazione personale stagionale | 2812   | 2      |
| 11   | B      | Rik Taam              | Paesi Bassi | 14.89 | 14.75 | x     | 14.89     | 783 | Miglior prestazione personale            | 2565   | 14     |
| 12   | B      | Niklas Kaul           | Germania    | 14.67 | 14.77 | 14.85 | 14.85     | 780 | Miglior prestazione personale stagionale | 2449   | 19     |
| 13   | A      | Manuel Eitel          | Germania    | 14.85 | 14.45 | x     | 14.85     | 780 |                                          | 2616   | 11     |
| 14   | A      | Marcus Nilsson        | Svezia      | 14.49 | x     | 14.26 | 14.49     | 758 |                                          | 2339   | 22     |
| 15   | A      | Kyle Garland          | Stati Uniti | x     | 13.96 | 14.44 | 14.44     | 755 |                                          | 2654   | 10     |
| 16   | A      | Ayden Owens-Delerme   | Porto Rico  | 14.21 | 14.20 | 14.30 | 14.30     | 747 |                                          | 2729   | 7      |
| 17   | B      | Ashley Moloney        | Australia   | 13.63 | 14.08 | 14.02 | 14.08     | 733 |                                          | 2494   | 16     |
| 18   | B      | Yuma Maruyama         | Giappone    | 13.40 | x     | x     | 13.40     | 692 |                                          | 2389   | 20     |
| 19   | B      | Sander Skotheim       | Norvegia    | 13.35 | x     | x     | 13.35     | 689 |                                          | 2584   | 13     |
| 20   | A      | Markus Rooth          | Norvegia    | 12.84 | x     | 13.22 | 13.22     | 681 |                                          | 2543   | 15     |
| 21   | B      | José Ferreira Santana | Brasile     | 12.39 | 12.84 | 12.90 | 12.90     | 661 |                                          | 2368   | 21     |
| 22   | B      | Cedric Dubler         | Australia   | 12.64 | 12.68 | 12.20 | 12.68     | 648 | Miglior prestazione personale stagionale | 2459   | 18     |
| 23   | B      | Larbi Bourrada        | Algeria     | 12.27 | x     | 12.44 | 12.44     | 633 | Miglior prestazione personale stagionale | 2326   | 23     |
|      | A      | Kévin Mayer           | Francia     |       |       |       |           | dns |                                          | dnf    |        |

### Salto in alto
La prova del salto in alto è iniziata il 25 agosto 2023 alle ore 18:35.
| Pos. | Grp            | Atleta                | Nazione     | 1.75 | 1.78 | 1.81 | 1.84 | 1.87 | 1.90 | 1.93 | 1.96 | 1.99 | 2.02 | 2.05  | 2.08 | 2.11 | 2.14 | Ris  | Pt  | N.                                       | Totale | Totale |
| Pos. | Grp            | Atleta                | Nazione     | 1.75 | 1.78 | 1.81 | 1.84 | 1.87 | 1.90 | 1.93 | 1.96 | 1.99 | 2.02 | 2.05  | 2.08 | 2.11 | 2.14 | Ris  | Pt  | N.                                       | Pt     | Pos.   |
|      |                |                       |             |      |      |      |      |      |      |      |      |      |      |       |      |      |      |      |     |                                          |        |        |
| ---- | -------------- | --------------------- | ----------- | ---- | ---- | ---- | ---- | ---- | ---- | ---- | ---- | ---- | ---- | ----- | ---- | ---- | ---- | ---- | --- | ---------------------------------------- | ------ | ------ |
| 1    | A              | Sander Skotheim       | Norvegia    | –    | –    | –    | –    | –    | –    | –    | –    | o    | –    | o     | xo   | xo   | xxx  | 2.11 | 906 |                                          | 3490   | 8      |
| 2    | A              | Kyle Garland          | Stati Uniti | –    | –    | –    | –    | –    | –    | o    | –    | o    | o    | o     | o    | xxx  |      | 2.08 | 878 |                                          | 3532   | 6      |
| 3    | A              | Pierce LePage         | Canada      | –    | –    | –    | –    | –    | –    | –    | –    | xo   | –    | o     | xo   | xxr  |      | 2.08 | 878 | Miglior prestazione personale stagionale | 3662   | 2      |
| 4    | A              | Karel Tilga           | Estonia     | –    | –    | –    | –    | –    | –    | o    | o    | o    | o    | o     | xxx  |      |      | 2.05 | 850 |                                          | 3538   | 5      |
| 5    | B              | Damian Warner         | Canada      | –    | –    | –    | –    | –    | –    | o    | o    | o    | xxo  | o     | xxx  |      |      | 2.05 | 850 | Miglior prestazione personale stagionale | 3662   | 3      |
| 6    | A              | Markus Rooth          | Norvegia    | –    | –    | –    | –    | –    | –    | o    | o    | o    | o    | o xxx |      |      |      | 2.05 | 822 |                                          | 3365   | 14     |
| 8    | B              | Janek Õiglane         | Estonia     | –    | –    | –    | –    | o    | –    | xo   | o    | o    | o    | xxx   |      |      |      | 2.05 | 822 | Miglior prestazione personale stagionale | 3418   | 11     |
| 9    | B              | Lindon Victor         | Grenada     | –    | –    | –    | –    | –    | o    | –    | xo   | o    | xo   | xxx   |      |      |      | 2.05 | 822 | Miglior prestazione personale stagionale | 3569   | 4      |
| 10   | A              | Leo Neugebauer        | Germania    | –    | –    | –    | –    | –    | o    | o    | xo   | o    | xo   | xo    | xxx  |      |      | 2.05 | 822 |                                          | 3730   | 1      |
| 13   | A              | Manuel Eitel          | Germania    | –    | –    | –    | –    | o    | o    | o    | o    | xo   | xxx  |       |      |      |      | 1.99 | 794 |                                          | 3410   | 12     |
| 14   | B              | Yuma Maruyama         | Giappone    | –    | –    | –    | o    | o    | o    | o    | xo   | xxx  |      |       |      |      |      | 1.96 | 767 |                                          | 3156   | 19     |
| 15   | A              | Johannes Erm          | Estonia     | –    | –    | –    | o    | –    | o    | o    | xxx  |      |      |       |      |      |      | 1.93 | 740 |                                          | 3474   | 9      |
| 16   | B              | Daniel Golubovic      | Australia   | –    | –    | –    | xo   | o    | o    | o    | xxx  |      |      |       |      |      |      | 1.93 | 740 |                                          | 3211   | 18     |
| 16   | B              | José Ferreira Santana | Brasile     | –    | –    | o    | xo   | o    | o    | o    | xxx  |      |      |       |      |      |      | 1.93 | 740 |                                          | 3108   | 20     |
| 18   | B              | Harrison Williams     | Stati Uniti | –    | –    | –    | –    | xo   | xo   | o    | xxx  |      |      |       |      |      |      | 1.93 | 740 |                                          | 3398   | 13     |
| 19   | B              | Marcus Nilsson        | Svezia      | –    | –    | –    | o    | o    | xxo  | xxo  | xxx  |      |      |       |      |      |      | 1.93 | 740 |                                          | 3079   | 21     |
| 20   | A              | Ayden Owens-Delerme   | Porto Rico  | –    | –    | –    | o    | xo   | xo   | xxx  |      |      |      |       |      |      |      | 1.90 | 714 |                                          | 3443   | 10     |
| 21   | B              | Rik Taam              | Paesi Bassi | –    | –    | xo   | o    | xxx  |      |      |      |      |      |       |      |      |      | 1.84 | 661 |                                          | 3226   | 17     |
|      | B              | Ashley Moloney        | Australia   |      |      |      |      |      |      |      |      |      |      |       |      |      |      |      | dns |                                          | dnf    |        |
| B    | Kévin Mayer    | Francia               |             |      |      |      |      |      |      |      |      |      |      |       |      |      |      | dns  |     | dnf                                      |        |        |
| B    | Larbi Bourrada | Algeria               |             |      |      |      |      |      |      |      |      |      |      |       |      |      |      | dns  |     | dnf                                      |        |        |

### 400 metri piani
La prova dei 400 metri piani è iniziata il 25 agosto 2023 alle ore 21:08.
| Pos. | Gruppo | Atleta                | Nazione     | Risultato | Punti | Note                                     | Totale | Totale |
| Pos. | Gruppo | Atleta                | Nazione     | Risultato | Punti | Note                                     | Pt     | Pos.   |
| ---- | ------ | --------------------- | ----------- | --------- | ----- | ---------------------------------------- | ------ | ------ |
| 1    | 3      | Ayden Owens-Delerme   | Porto Rico  | 46.44     | 986   | Miglior prestazione personale stagionale | 4429   | 6      |
| 2    | 3      | Harrison Williams     | Stati Uniti | 46.52     | 982   |                                          | 4380   | 9      |
| 3    | 3      | Johannes Erm          | Estonia     | 47.05     | 956   |                                          | 4430   | 5      |
| 4    | 3      | Rik Taam              | Paesi Bassi | 47.12     | 952   | Miglior prestazione personale            | 4178   | 14     |
| 5    | 2      | Pierce LePage         | Canada      | 47.21     | 952   | Miglior prestazione personale stagionale | 4620   | 2      |
| 6    | 3      | Damian Warner         | Canada      | 47.86     | 916   |                                          | 4578   | 3      |
| 7    | 3      | Leo Neugebauer        | Germania    | 47.99     | 910   |                                          | 4640   | 1      |
| 8    | 2      | Lindon Victor         | Grenada     | 48.05     | 907   | Miglior prestazione personale            | 4476   | 4      |
| 9    | 1      | Markus Rooth          | Norvegia    | 48.27     | 896   | Miglior prestazione personale            | 4261   | 13     |
| 10   | 1      | Janek Õiglane         | Estonia     | 48.41     | 889   | Miglior prestazione personale            | 4307   | 11     |
| 11   | 2      | Manuel Eitel          | Germania    | 48.47     | 886   |                                          | 4296   | 12     |
| 12   | 3      | Sander Skotheim       | Norvegia    | 48.48     | 886   |                                          | 4376   | 10     |
| 13   | 2      | Karel Tilga           | Estonia     | 48.58     | 881   |                                          | 4419   | 7      |
| 14   | 2      | Kyle Garland          | Stati Uniti | 49.24     | 850   |                                          | 4382   | 8      |
| 15   | 1      | José Ferreira Santana | Brasile     | 49.31     | 847   |                                          | 3955   | 16     |
| 16   | 2      | Daniel Golubovic      | Australia   | 49.87     | 821   |                                          | 4032   | 15     |
| 17   | 1      | Yuma Maruyama         | Giappone    | 50.75     | 780   |                                          | 3936   | 17     |
| 18   | 1      | Marcus Nilsson        | Svezia      | 51.36     | 780   | Miglior prestazione personale stagionale | 3832   | 18     |
|      | 1      | Kévin Mayer           | Francia     | dns       | 0     |                                          | dnf    |        |
|      | 1      | Zachery Ziemek        | Stati Uniti | dns       | 0     |                                          | dnf    |        |
|      | 1      | Larbi Bourrada        | Algeria     | dns       | 0     |                                          | dnf    |        |
|      | 2      | Cedric Dubler         | Australia   | dns       | 0     |                                          | dnf    |        |
|      | 2      | Niklas Kaul           | Germania    | dns       | 0     |                                          | dnf    |        |
|      | 3      | Ashley Moloney        | Australia   | dns       | 0     |                                          | dnf    |        |

### 110 metri ostacoli
La prova dei 110 metri ostacoli è iniziata il 26 agosto 2023 alle ore 10:05.
| Pos. | Gruppo | Atleta                | Nazione     | Risultato     | Punti | Note                                     | Totale | Totale |
| Pos. | Gruppo | Atleta                | Nazione     | Risultato     | Punti | Note                                     | Pt     | Pos.   |
| ---- | ------ | --------------------- | ----------- | ------------- | ----- | ---------------------------------------- | ------ | ------ |
| 1    | 3      | Damian Warner         | Canada      | 13.67         | 1018  |                                          | 5596   | 2      |
| 2    | 3      | Pierce LePage         | Canada      | 13.77         | 1004  | Miglior prestazione personale            | 5614   | 1      |
| 3    | 3      | Kyle Garland          | Stati Uniti | 13.93         | 984   |                                          | 5366   | 6      |
| 4    | 2      | José Ferreira Santana | Brasile     | 13.94         | 982   | Miglior prestazione personale            | 4937   | 16     |
| 5    | 3      | Ayden Owens-Delerme   | Porto Rico  | 14.04         | 969   |                                          | 5398   | 4      |
| 6    | 2      | Daniel Golubovic      | Australia   | 14.18 [0.173] | 951   |                                          | 4983   | 15     |
| 6    | 2      | Yuma Maruyama         | Giappone    | 14.18 [0.173] | 951   | Miglior prestazione personale stagionale | 4887   | 17     |
| 8    | 3      | Harrison Williams     | Stati Uniti | 14.33         | 932   |                                          | 5312   | 7      |
| 9    | 2      | Manuel Eitel          | Germania    | 14.39         | 925   |                                          | 5221   | 11     |
| 10   | 2      | Markus Rooth          | Norvegia    | 14.47 [0.462] | 915   |                                          | 5176   | 13     |
| 11   | 1      | Lindon Victor         | Grenada     | 14.47 [0.469] | 915   | Miglior prestazione personale stagionale | 5391   | 5      |
| 12   | 1      | Janek Õiglane         | Estonia     | 14.51         | 910   |                                          | 5217   | 12     |
| 13   | 1      | Karel Tilga           | Estonia     | 14.68         | 889   |                                          | 5308   | 8      |
| 14   | 2      | Leo Neugebauer        | Germania    | 14.75         | 880   |                                          | 5520   | 3      |
| 15   | 1      | Rik Taam              | Paesi Bassi | 14.80         | 874   |                                          | 5052   | 14     |
| 16   | 1      | Johannes Erm          | Estonia     | 14.90         | 862   | Miglior prestazione personale stagionale | 5292   | 9      |
| 17   | 3      | Sander Skotheim       | Norvegia    | 14.96         | 854   |                                          | 5230   | 10     |
| 18   | 1      | Marcus Nilsson        | Svezia      | 15.06         | 842   | Miglior prestazione personale stagionale | 4674   | 18     |

### Lancio del disco
La prova del lancio del disco è iniziata il 26 agosto 2023 alle ore 11:02.
| Pos. | Gruppo | Nome                  | Nazione     | Round | Round | Round | Risultato | Punti | Note                                     | Totale | Totale |
| Pos. | Gruppo | Nome                  | Nazione     | 1     | 2     | 3     | Risultato | Punti | Note                                     | Pt     | Pos.   |
| ---- | ------ | --------------------- | ----------- | ----- | ----- | ----- | --------- | ----- | ---------------------------------------- | ------ | ------ |
| 1    | B      | Lindon Victor         | Grenada     | 51.48 | 54.64 | 54.97 | 54.97     | 974   | CDB                                      | 6365   | 3      |
| 2    | A      | Pierce LePage         | Canada      | 50.98 | x     | 47.23 | 50.98     | 891   |                                          | 6505   | 1      |
| 3    | B      | Karel Tilga           | Estonia     | 50.57 | 50.44 | 47.98 | 50.57     | 882   |                                          | 6190   | 5      |
| 4    | A      | Markus Rooth          | Norvegia    | 48.78 | 44.06 | 44.47 | 48.78     | 845   | Miglior prestazione personale stagionale | 6021   | 10     |
| 5    | A      | Daniel Golubovic      | Australia   | 47.97 | 48.47 | 47.87 | 48.47     | 839   | Miglior prestazione personale stagionale | 5822   | 14     |
| 6    | A      | Leo Neugebauer        | Germania    | 45.26 | x     | 47.63 | 47.63     | 821   |                                          | 6341   | 4      |
| 7    | B      | Damian Warner         | Canada      | 45.20 | 45.82 | 45.01 | 45.82     | 784   |                                          | 6380   | 2      |
| 8    | B      | Johannes Erm          | Estonia     | 45.09 | 44.44 | 43.82 | 45.09     | 769   |                                          | 6061   | 8      |
| 9    | A      | Marcus Nilsson        | Svezia      | 42.87 | 45.03 | 45.04 | 45.04     | 768   |                                          | 5442   | 17     |
| 10   | B      | Ayden Owens-Delerme   | Porto Rico  | 40.61 | 44.17 | x     | 44.17     | 750   |                                          | 6148   | 6      |
| 11   | A      | Harrison Williams     | Stati Uniti | 43.07 | x     | 43.39 | 43.39     | 734   |                                          | 6046   | 9      |
| 12   | A      | Kyle Garland          | Stati Uniti | 42.37 | 43.07 | x     | 43.07     | 727   |                                          | 6093   | 7      |
| 13   | A      | Rik Taam              | Paesi Bassi | 42.77 | 41.40 | 43.04 | 43.04     | 727   |                                          | 5779   | 15     |
| 14   | B      | José Ferreira Santana | Brasile     | 41.93 | 41.56 | 42.60 | 42.60     | 718   |                                          | 5655   | 16     |
| 15   | B      | Yuma Maruyama         | Giappone    | 40.05 | 41.56 | 40.67 | 41.56     | 696   | Miglior prestazione personale stagionale | 5583   | 18     |
| 16   | B      | Manuel Eitel          | Germania    | 36.86 | x     | 41.30 | 41.30     | 691   |                                          | 5912   | 11     |
| 17   | A      | Janek Õiglane         | Estonia     | 40.85 | 39.27 | 40.48 | 40.85     | 682   | Miglior prestazione personale stagionale | 5899   | 12     |
| 18   | A      | Sander Skotheim       | Norvegia    | 38.99 | 32.18 | 39.07 | 39.07     | 646   |                                          | 5876   | 13     |

### Salto con l'asta
La prova del salto con l'asta è iniziata il 26 agosto 2023 alle ore 12:48.
| Pos. | Grp | Atleta                | Nazione     | 4.00 | 4.10 | 4.20 | 4.30 | 4.40 | 4.50 | 4.60 | 4.70 | 4.80 | 4.90 | 5.00 | 5.10 | 5.20 | 5.30 | 5.40 | Ris  | Pt   | N. | Totale | Totale |
| Pos. | Grp | Atleta                | Nazione     | 4.00 | 4.10 | 4.20 | 4.30 | 4.40 | 4.50 | 4.60 | 4.70 | 4.80 | 4.90 | 5.00 | 5.10 | 5.20 | 5.30 | 5.40 | Ris  | Pt   | N. | Pt     | Pos.   |
|      |     |                       |             |      |      |      |      |      |      |      |      |      |      |      |      |      |      |      |      |      |    |        |        |
| ---- | --- | --------------------- | ----------- | ---- | ---- | ---- | ---- | ---- | ---- | ---- | ---- | ---- | ---- | ---- | ---- | ---- | ---- | ---- | ---- | ---- | -- | ------ | ------ |
| 1    | A   | Harrison Williams     | Stati Uniti | –    | –    | –    | –    | –    | –    | –    | –    | –    | o    | –    | o    | o    | xxo  | xxx  | 5.30 | 1004 |    | 7050   | 5      |
| 2    | A   | Pierce LePage         | Canada      | –    | –    | –    | –    | –    | –    | –    | –    | o    | –    | o    | o    | o    | xxx  |      | 5.20 | 972  |    | 7477   | 1      |
| 3    | A   | Janek Õiglane         | Estonia     | –    | –    | –    | –    | –    | –    | –    | o    | –    | o    | o    | o    | xxx  |      |      | 5.10 | 941  |    | 6840   | 9      |
| 4    | A   | Markus Rooth          | Norvegia    | –    | –    | –    | –    | –    | –    | –    | –    | o    | o    | xxo  | o    | xxx  |      |      | 5.10 | 941  |    | 6962   | 7      |
| 5    | A   | Leo Neugebauer        | Germania    | –    | –    | –    | –    | –    | –    | o    | xo   | o    | o    | xo   | xo   | xxx  |      |      | 5.10 | 941  |    | 7282   | 2      |
| 6    | B   | Johannes Erm          | Estonia     | –    | –    | –    | –    | –    | o    | –    | o    | xo   | xo   | xxx  |      |      |      |      | 4.90 | 880  |    | 6941   | 8      |
| 7    | B   | Damian Warner         | Canada      | –    | –    | –    | –    | –    | o    | xxo  | o    | o    | xo   | xxx  |      |      |      |      | 4.90 | 880  |    | 7260   | 3      |
| 8    | A   | Sander Skotheim       | Norvegia    | –    | –    | –    | –    | –    | –    | –    | –    | o    | –    | xxx  |      |      |      |      | 4.80 | 849  |    | 6725   | 11     |
| 9    | A   | Daniel Golubovic      | Australia   | –    | –    | –    | –    | –    | o    | o    | xo   | o    | xxx  |      |      |      |      |      | 4.80 | 849  |    | 6671   | 12     |
| 10   | B   | Karel Tilga           | Estonia     | –    | –    | –    | –    | –    | o    | o    | o    | xo   | xxx  |      |      |      |      |      | 4.80 | 849  |    | 7039   | 6      |
| 11   | B   | Lindon Victor         | Grenada     | –    | –    | –    | –    | o    | o    | xo   | o    | xo   | xxx  |      |      |      |      |      | 4.80 | 849  |    | 7214   | 4      |
| 12   | B   | José Ferreira Santana | Brasile     | –    | –    | –    | –    | –    | o    | o    | xo   | xxo  | xxx  |      |      |      |      |      | 4.80 | 849  |    | 6504   | 14     |
| 13   | B   | Manuel Eitel          | Germania    | –    | –    | –    | –    | –    | –    | o    | o    | xxx  |      |      |      |      |      |      | 4.70 | 819  |    | 6731   | 10     |
| 14   | A   | Rik Taam              | Paesi Bassi | –    | –    | –    | –    | –    | –    | –    | xo   | xxx  |      |      |      |      |      |      | 4.70 | 819  |    | 6598   | 13     |
| 15   | B   | Yuma Maruyama         | Giappone    | –    | –    | –    | –    | o    | o    | o    | xxx  |      |      |      |      |      |      |      | 4.60 | 790  |    | 6373   | 15     |
|      | B   | Ayden Owens-Delerme   | Porto Rico  | –    | –    | –    | –    | xxx  |      |      |      |      |      |      |      |      |      |      | nm   |      |    | dnf    |        |
|      | A   | Kyle Garland          | Stati Uniti | –    | –    | –    | –    | –    | xxx  |      |      |      |      |      |      |      |      |      | nm   |      |    | dnf    |        |
|      | A   | Marcus Nilsson        | Svezia      | –    | –    | –    | –    | –    | –    | –    | –    | xxx  |      |      |      |      |      |      | nm   |      |    | dnf    |        |

### Lancio del giavellotto
La prova del lancio del giavellotto è iniziata il 26 agosto 2023 alle ore 19:05.
| Pos. | Gruppo | Nome                  | Nazione     | Round | Round | Round | Risultato | Punti | Note                                     | Totale | Totale |
| Pos. | Gruppo | Nome                  | Nazione     | 1     | 2     | 3     | Risultato | Punti | Note                                     | Pt     | Pos.   |
| ---- | ------ | --------------------- | ----------- | ----- | ----- | ----- | --------- | ----- | ---------------------------------------- | ------ | ------ |
| 1    | A      | Janek Õiglane         | Estonia     | 70.45 | 66.71 | 69.86 | 70.45     | 896   | Miglior prestazione personale stagionale | 7736   | 7      |
| 2    | A      | José Ferreira Santana | Brasile     | 69.19 | 63.54 | 65.60 | 69.19     | 877   |                                          | 7381   | 13     |
| 3    | B      | Lindon Victor         | Grenada     | 61.50 | 66.16 | 68.05 | 68.05     | 860   | Miglior prestazione personale stagionale | 8074   | 2      |
| 4    | B      | Karel Tilga           | Estonia     | 66.00 | x     | 66.42 | 66.42     | 835   | Miglior prestazione personale stagionale | 7874   | 5      |
| 5    | B      | Markus Rooth          | Norvegia    | 64.84 | 60.02 | 60.05 | 64.84     | 811   |                                          | 7773   | 6      |
| 6    | B      | Damian Warner         | Canada      | 61.14 | 63.09 | 55.81 | 63.09     | 784   | Miglior prestazione personale stagionale | 8044   | 3      |
| 7    | B      | Pierce LePage         | Canada      | 58.12 | 55.58 | 60.90 | 60.90     | 751   |                                          | 8228   | 1      |
| 8    | B      | Johannes Erm          | Estonia     | 60.56 | 57.45 | 55.83 | 60.56     | 746   | Miglior prestazione personale            | 7687   | 9      |
| 9    | A      | Yuma Maruyama         | Giappone    | 55.16 | 60.14 | 55.48 | 60.14     | 740   | Miglior prestazione personale stagionale | 7113   | 15     |
| 10   | A      | Manuel Eitel          | Germania    | 59.44 | 60.12 | x     | 60.12     | 740   |                                          | 7471   | 10     |
| 11   | A      | Sander Skotheim       | Norvegia    | 54.67 | 55.35 | 59.05 | 59.05     | 724   |                                          | 7449   | 11     |
| 12   | A      | Daniel Golubovic      | Australia   | 58.95 | 57.34 | 57.10 | 58.95     | 722   | Miglior prestazione personale stagionale | 7393   | 12     |
| 13   | A      | Rik Taam              | Paesi Bassi | 53.77 | 53.86 | 57.96 | 57.96     | 707   |                                          | 7305   | 14     |
| 14   | B      | Leo Neugebauer        | Germania    | 57.95 | 54.98 | 53.83 | 57.95     | 707   | Miglior prestazione personale            | 7989   | 4      |
| 15   | B      | Harrison Williams     | Stati Uniti | 48.03 | 54.60 | 50.82 | 54.60     | 657   |                                          | 7707   | 8      |
|      | A      | Ayden Owens-Delerme   | Porto Rico  |       |       |       |           | dns   |                                          | dnf    |        |
|      | A      | Marcus Nilsson        | Svezia      |       |       |       |           | dns   |                                          | dnf    |        |

### 1500 metri piani
La prova dei 1500 metri piani è iniziata il 26 agosto 2023 alle ore 21:25.
| Pos. | Atleta                | Nazione     | Risultato | Punti | Note                                     | Totale | Totale |
| Pos. | Atleta                | Nazione     | Risultato | Punti | Note                                     | Pt     | Pos.   |
| ---- | --------------------- | ----------- | --------- | ----- | ---------------------------------------- | ------ | ------ |
| 1    | Sander Skotheim       | Norvegia    | 4:19.64   | 814   |                                          | 8263   | 10     |
| 2    | Karel Tilga           | Estonia     | 4:20.73   | 807   | Miglior prestazione personale            | 8681   | 4      |
| 3    | Johannes Erm          | Estonia     | 4:22.19   | 797   | Miglior prestazione personale            | 8484   | 9      |
| 4    | Harrison Williams     | Stati Uniti | 4:22.69   | 793   | Miglior prestazione personale            | 8500   | 7      |
| 5    | Rik Taam              | Paesi Bassi | 4:22.70   | 793   |                                          | 8098   | 13     |
| 6    | Janek Õiglane         | Estonia     | 4:23.43   | 788   | Miglior prestazione personale            | 8524   | 6      |
| 7    | Damian Warner         | Canada      | 4:27.73   | 760   |                                          | 8804   | 2      |
| 8    | Daniel Golubovic      | Australia   | 4:29.51   | 748   | Miglior prestazione personale stagionale | 8141   | 12     |
| 9    | Yuma Maruyama         | Giappone    | 4:32.01   | 731   | Miglior prestazione personale            | 7844   | 15     |
| 10   | Manuel Eitel          | Germania    | 4:33.70   | 720   | Miglior prestazione personale            | 8191   | 11     |
| 11   | Markus Rooth          | Norvegia    | 4:34.11   | 718   |                                          | 8491   | 8      |
| 12   | Lindon Victor         | Grenada     | 4:39.67   | 682   | Miglior prestazione personale            | 8756   | 3      |
| 13   | Pierce LePage         | Canada      | 4:39.88   | 681   | Miglior prestazione personale stagionale | 8909   | 1      |
| 14   | Leo Neugebauer        | Germania    | 4:43.93   | 656   | Miglior prestazione personale stagionale | 8645   | 5      |
| 15   | José Ferreira Santana | Brasile     | 5:00.91   | 554   |                                          | 7935   | 14     |

## Risultati
La classifica finale è stata la seguente.
     Il punteggio più alto registrato in ogni prova è evidenziato in giallo
| Pos.    | Atleta                | Nazionalità | 100m  | LJ   | SP    | HJ   | 400m  | 110mh | DT    | PV   | JT    | 1500m   | Punti totali | Note                                     |
| ------- | --------------------- | ----------- | ----- | ---- | ----- | ---- | ----- | ----- | ----- | ---- | ----- | ------- | ------------ | ---------------------------------------- |
| Oro     | Pierce LePage         | Canada      | 10.45 | 7.59 | 15.81 | 2.08 | 47.21 | 13.77 | 50.98 | 5.20 | 60.90 | 4:39.88 | 8909         | Miglior prestazione mondiale stagionale  |
| Argento | Damian Warner         | Canada      | 10.32 | 7.77 | 15.03 | 2.05 | 47.86 | 13.67 | 45.82 | 4.90 | 63.09 | 4:27.73 | 8804         | Miglior prestazione personale stagionale |
| Bronzo  | Lindon Victor         | Grenada     | 10.60 | 7.55 | 15.94 | 2.02 | 48.05 | 14.47 | 54.97 | 4.80 | 68.05 | 4:39.67 | 8756         | Record nazionale                         |
| 4       | Karel Tilga           | Estonia     | 10.84 | 7.58 | 15.75 | 2.05 | 48.58 | 14.68 | 50.57 | 4.80 | 66.42 | 4:20.73 | 8681         | Miglior prestazione personale            |
| 5       | Leo Neugebauer        | Germania    | 10.69 | 8.00 | 17.04 | 2.02 | 47.99 | 14.75 | 47.63 | 5.10 | 57.95 | 4:43.93 | 8645         |                                          |
| 6       | Janek Õiglane         | Estonia     | 10.94 | 7.47 | 15.08 | 2.02 | 48.41 | 14.51 | 40.85 | 5.10 | 70.45 | 4:23.43 | 8524         | Miglior prestazione personale            |
| 7       | Harrison Williams     | Stati Uniti | 10.74 | 7.49 | 15.28 | 1.93 | 46.52 | 14.33 | 43.39 | 5.30 | 54.60 | 4:22.69 | 8500         |                                          |
| 8       | Markus Rooth          | Norvegia    | 10.84 | 7.62 | 13.22 | 2.02 | 48.27 | 14.47 | 48.78 | 5.10 | 64.84 | 4:34.11 | 8491         |                                          |
| 9       | Johannes Erm          | Estonia     | 10.69 | 7.72 | 15.38 | 1.93 | 47.05 | 14.90 | 45.09 | 4.90 | 60.56 | 4:22.19 | 8484         | Miglior prestazione personale            |
| 10      | Sander Skotheim       | Norvegia    | 10.89 | 7.80 | 13.35 | 2.11 | 48.48 | 14.96 | 39.07 | 4.80 | 59.05 | 4:19.64 | 8263         |                                          |
| 11      | Manuel Eitel          | Germania    | 10.44 | 7.14 | 14.85 | 1.99 | 48.47 | 14.39 | 41.30 | 4.70 | 60.12 | 4:33.70 | 8191         |                                          |
| 12      | Daniel Golubovic      | Australia   | 11.10 | 7.09 | 15.14 | 1.93 | 49.87 | 14.18 | 48.47 | 4.80 | 58.95 | 4:29.51 | 8141         |                                          |
| 13      | Rik Taam              | Paesi Bassi | 10.64 | 7.11 | 14.89 | 1.84 | 47.12 | 14.80 | 43.04 | 4.70 | 57.96 | 4:22.70 | 8098         |                                          |
| 14      | José Ferreira Santana | Brasile     | 10.77 | 6.92 | 12.90 | 1.93 | 49.31 | 13.94 | 42.60 | 4.80 | 69.19 | 5:00.91 | 7935         |                                          |
| 15      | Yuma Maruyama         | Giappone    | 10.90 | 7.00 | 13.40 | 1.96 | 50.75 | 14.18 | 14.56 | 4.60 | 60.14 | 4:32.01 | 7844         | Miglior prestazione personale            |
|         | Ayden Owens-Delerme   | Porto Rico  | 10.43 | 7.72 | 14.30 | 1.90 | 46.44 | 14.04 | 44.17 | nm   | dns   |         | dnf          |                                          |
|         | Kyle Garland          | Stati Uniti | 10.59 | 7.54 | 14.44 | 2.08 | 49.24 | 13.93 | 43.07 | nm   | dns   |         | dnf          |                                          |
|         | Marcus Nilsson        | Svezia      | 11.43 | 7.00 | 14.49 | 1.93 | 51.36 | 15.06 | 45.04 | nm   | dns   |         | dnf          |                                          |
|         | Zachery Ziemek        | Stati Uniti | 10.58 | 7.62 | 15.39 | 1.99 | dns   |       |       |      |       |         | dnf          |                                          |
|         | Niklas Kaul           | Germania    | 11.20 | 7.16 | 14.85 | 2.02 | dns   |       |       |      |       |         | dnf          |                                          |
|         | Cedric Dubler         | Australia   | 10.82 | 7.40 | 12.68 | 1.99 | dns   |       |       |      |       |         | dnf          |                                          |
|         | Ashley Moloney        | Australia   | 10.60 | 6.98 | 14.08 | dns  |       |       |       |      |       |         | dnf          |                                          |
|         | Larbi Bourrada        | Algeria     | 11.01 | 7.09 | 12.44 | dns  |       |       |       |      |       |         | dnf          |                                          |
|         | Kévin Mayer           | Francia     | 10.79 | 7.25 | dns   |      |       |       |       |      |       |         | dnf          |                                          |